# Brécy (Aisne)
Brécy település Franciaországban, Aisne megyében. Lakosainak száma 317 fő (2022. január 1.). Brécy Armentières-sur-Ourcq, Bézu-Saint-Germain, Coincy, Épieds és Rocourt-Saint-Martin községekkel határos.

## Népesség
A település népességének változása:
| Lakosok száma | 215  | 183  | 284  | 340  | 345  | 346  | 340  | 327  | 321  | 317  |
|               | 1968 | 1982 | 1990 | 2006 | 2013 | 2015 | 2017 | 2019 | 2020 | 2022 |